# Lissonotus zellibori
Lissonotus zellibori é uma espécie de coleóptero da tribo Lissonotini (Cerambycidae); com distribuição restrita ao Brasil.

## Sistemática
- Ordem Coleoptera
  - Subordem Polyphaga
    - Infraordem Cucujiformia
      - Superfamília Chrysomeloidea
        - Família Cerambycidae
          - Subfamília Cerambycinae
            - Tribo Lissonotini
              - Gênero Lissonotus
                - L. zellibori Tippmann, 1953